# 社会政策
社会政策（英語：Social policy），是通过国家立法和政府行政干预，解决社会问题，促进社会安全，改善社会环境，增进社会福利的一系列政策、行动准则和规定的总称。其核心是解决市场经济下公民的社会风险。
一般认为，社会政策起源于1873年德国学者组织的“社会政策学会”。第一个给予社会政策以科学概念的是瓦格纳（Adolph Wagner）。1891年他在发表的一篇论文中提出，社会政策是运用立法和行政手段，调节财产所得和劳动所得之间的分配不均问题。但是只有到了20世纪的中期以后，由于经济学、政治学和系统科学等学科的加盟，源于社会福利理论的社会政策才逐渐成为为具有开放性、交叉性和系统性等特点的独立的应用社会科学学科。
作为一门应用性学科，社会政策的研究内容主要涉及政策产生过程的理论和方法，以及政策在各个相关领域中的应用这两个方面。在后一个方面，社会政策又可分为狭义和广义两类。狭义的社会政策范围仅仅涉及劳工及贫民生活，而广义的社会政策则包括国民福利、就业、住房、健康、文化、教育、人口、婚姻与家庭生活、社区及社会公共环境以及宗教等等。显然，狭义的界定所对应的只是狭义的社会福利政策，而广义的界定则对应于各种社会问题的研究。
国际所公认的社会政策发挥重要作用的阶段，是从二战以后到60年代的20余年间。这一阶段也可以说是费边社社会福利观的全盛时代。费边社提出对福利国家的建议，认为政府应该通过加强财政政策，立法等渠道去再分配财富和其他的权利，使人民在平等的基础上，得以自由地实践自我。为使社会服务不因贫富差别而出现两种不同的服务标准、引致社会分化，费边社提出更积极地改善政府服务质量，消除与私营服务的差别（赵维生，1987）。从费边社的实践中，我们看到的是“为影响社会福利的一系列的政策活动”（Hill，1997）。这可称之为社会政策的简要定义。尽管费边社的建议在当时并没有被接受，但它对后来英国福利国家制度的建立却产生了非常大的影响。庇古的“福利经济学”和凯恩斯主义的发展，则为福利国家提供了理论基础。第二次世界大战则在某种程度上成为了福利国家的预演。国家在战时对社会生产和全体劳动力实行准军事化的集中管理和统筹调度，以及对主要生活用品实行全员定量分配，这些政策非但没有降低效率，反而使全社会空前团结。正是在这样背景之下，1942年英国战时联合政府委托无党派人士、经济学家贝弗里奇（W.Beveridge）起草了一份准备在战后实施的社会保障计划——贝弗里奇报告，该报告也被认为是社会政策的里程碑。其核心内容是：社会福利是社会集体应尽的责任，也是每个公民应享受的权利。报告提出要以社会保险为主要措施，全面消除贫困、疾病、肮脏、无知、懒散等各种社会弊病，还提出了许多关于“从摇篮到坟墓”的福利国家制度的具体设想。报告的内容随即在欧洲范围内迅速普及开来。

## 政策范畴
- 福利國家
- 社会保障
- 失业救济
- 福利金
- 医疗卫生
- 公共房屋
- 社会工作
- 教育政策